# Hóplon
O hóplon era o escudo (áspide) utilizado por soldados hoplitas. Tinha entre 80 e 90 cm de diâmetro, pesava cerca de 7 kg, e era, geralmente, feito de bronze ou de uma amálgama de madeira e couro. Sua diferença aos escudos antigos era que o hóplon possuía tiras de couro por onde o soldado poderia segurar, enquanto que os outros eram pendurados no pescoço.
Porém, devido ao seu peso, o hóplon dava pouca mobilidade ao soldado e, porque era carregado com o braço esquerdo só protegia este lado do infante, fato que ajudou a desenvolver uma nova formação de guerra em grupo: a falange hoplita ou falange grega.

## Galeria

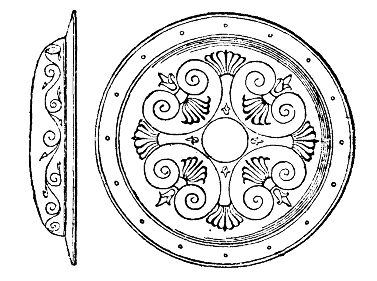
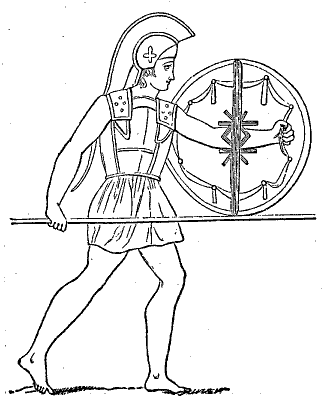